# Materials Today
A Materials Today egy 1998-as alapítású lektorált fizikai és kémiai szakolyóiratcsalád. 2016-tól kezdve a Materials Today kiadványcsalád „zászlóshajójaként” maga a Materials Today is közöl cikkeket. Kiadója az Elsevier, mely a folyóiratot havonta adja közre.

## Tartalma
A Materials Today folyóiratban elsősorban az anyagtudomány fizikai és kémiai aspektusaival foglalkozó cikkeket közölnek, jellemzően az alábbi témákban:
A Materials Today folyóiratcsaládhoz több mint 100 másik, saját szerkesztőséggel rendelkező folyóirat is tartozik, például az alábbiak:
- Carbon
- Applied Materials Today

## Tudománymetrikai adatai
| Mérőszám                                                | 2015   |
| ------------------------------------------------------- | ------ |
| Összes publikáció                                       |        |
| Impaktfaktor (hatástényező)                             | 17,793 |
| Az impaktfaktor ötéves átlaga (five-year impact factor) | 13,623 |
| Közvetlenségi index (immediacy index)                   |        |
| Az idézések felezési ideje (cited half-life)            |        |
| EigenFactor-pontszám                                    |        |
| A cikkek hatása (Article Influence Score)               |        |
| CiteScore                                               | 11,20  |
| (Source-Normalized Impact per Page, SNIP)               | 4,359  |
| SCImago-rang                                            | 6,876  |
| H-index                                                 | 98     |
| 1. 2. 3. 4. 5. 6. 7.                                    |        |